# Nagykovácsi
Nagykovácsi is een plaats (nagyközség) en gemeente in het Hongaarse comitaat Pest. Nagykovácsi telt 5726 inwoners (2007).

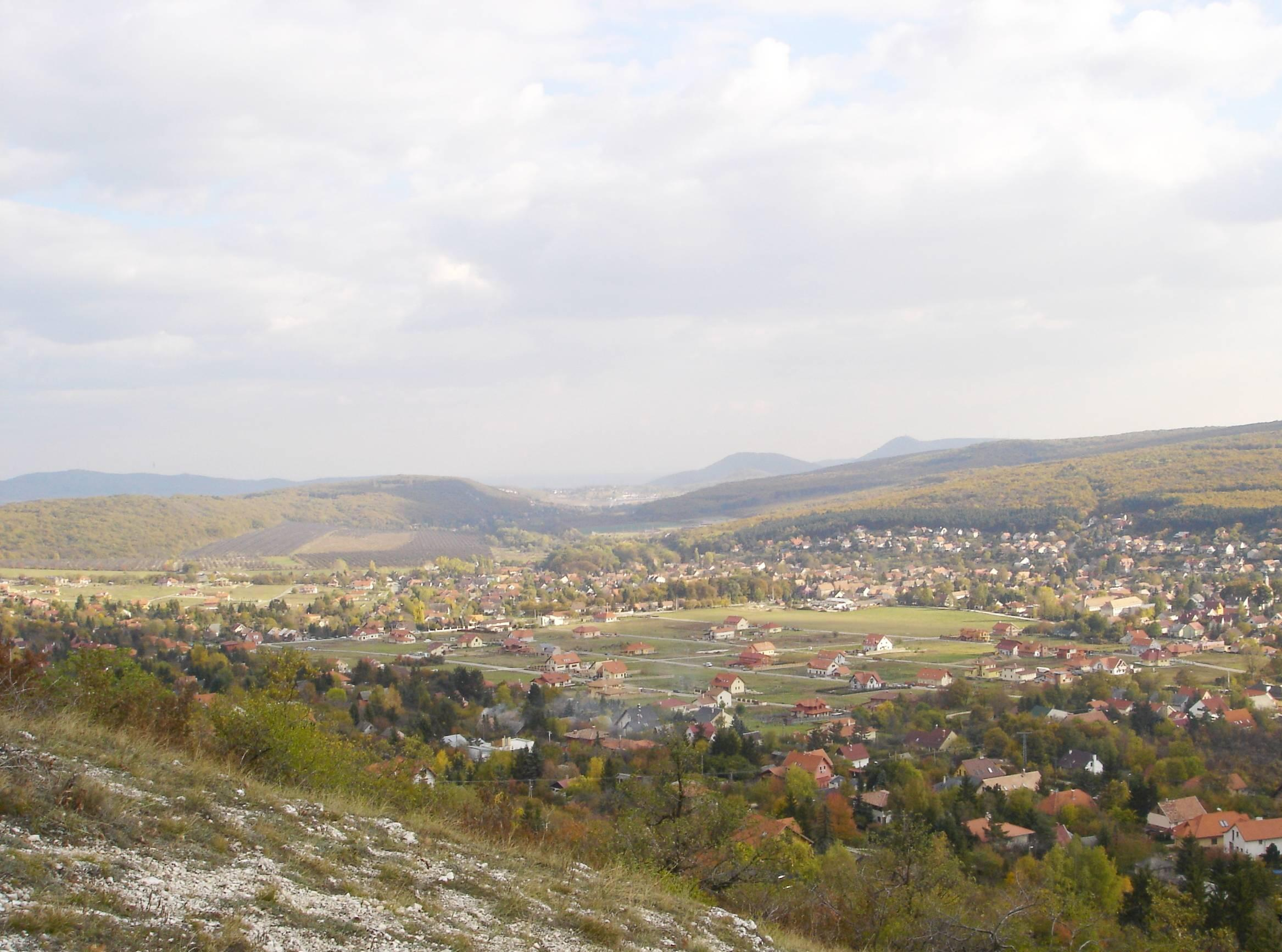
Uitzicht op Nagykovácsi
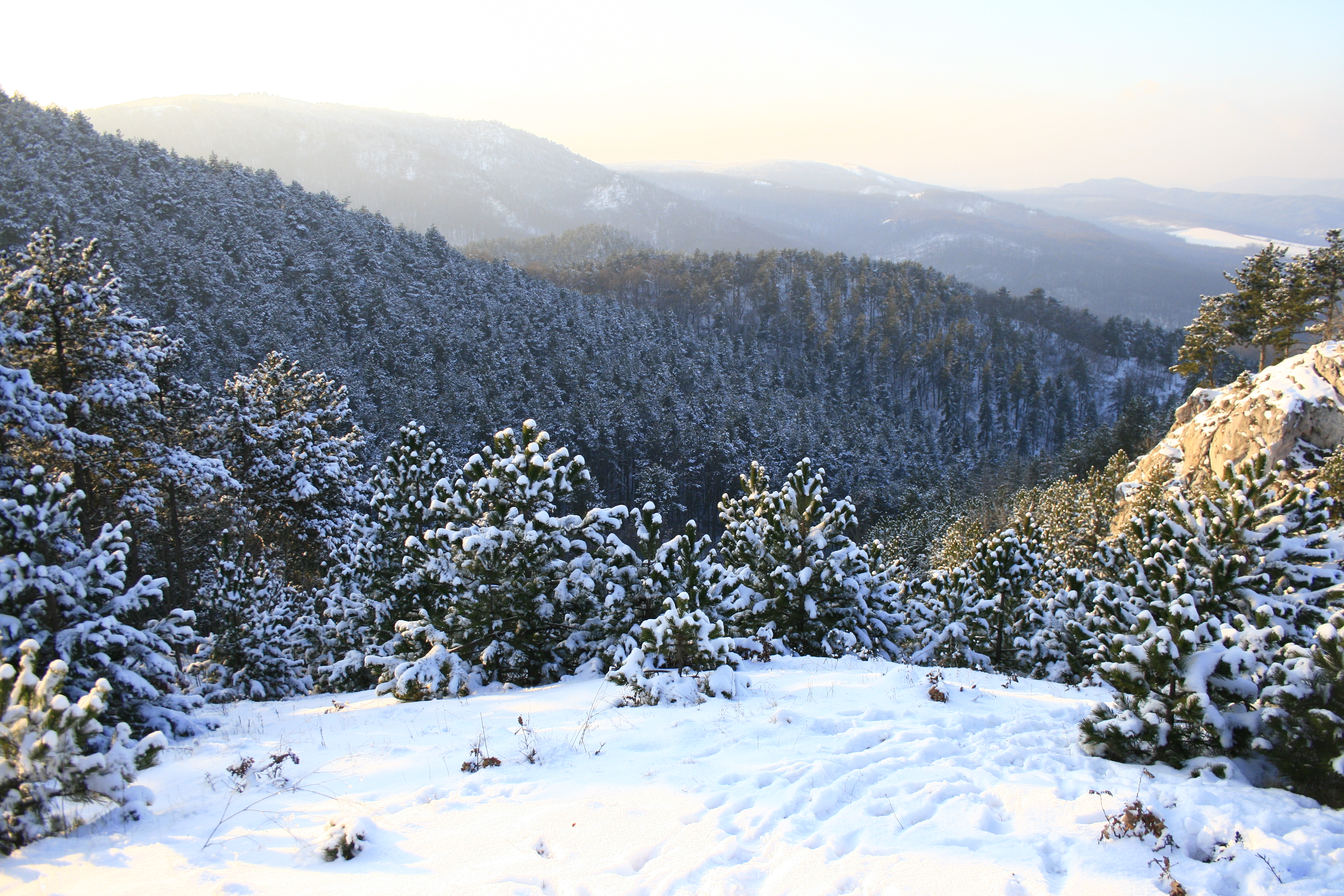
Pilisgebergte bij Nagykovácsi
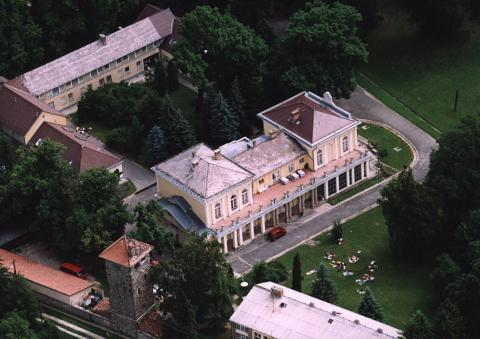
Luchtfoto van Nagykovácsi
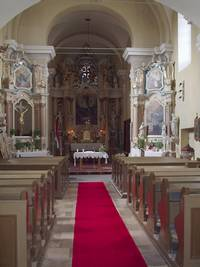
Interieur van de kerk in Nagykovácsi